# Xã Spring, Quận Searcy, Arkansas
Xã Spring (tiếng Anh: Spring Township) là một xã thuộc quận Searcy, tiểu bang Arkansas, Hoa Kỳ. Năm 2010, dân số của xã này là 588 người.